# Yeşilköy
Yeşilköy ("villaggio verde" in turco), prima del 1926 conosciuto come San Stefano o Santo Stefano (in greco Άγιος Στέφανος?, Ayos Stefanos, reso in turco come Ayastefanos, in bulgaro Сан Стефано?) è una mahalle del distretto (belediye) di Bakırköy nella parte europea di Istanbul, in Turchia. Prima del rapido aumento della popolazione di Istanbul negli anni 1970, Yeşilköy era soltanto un villaggio ed una località balneare. La popolazione del quartiere è di solito benestante.

## Geografia fisica

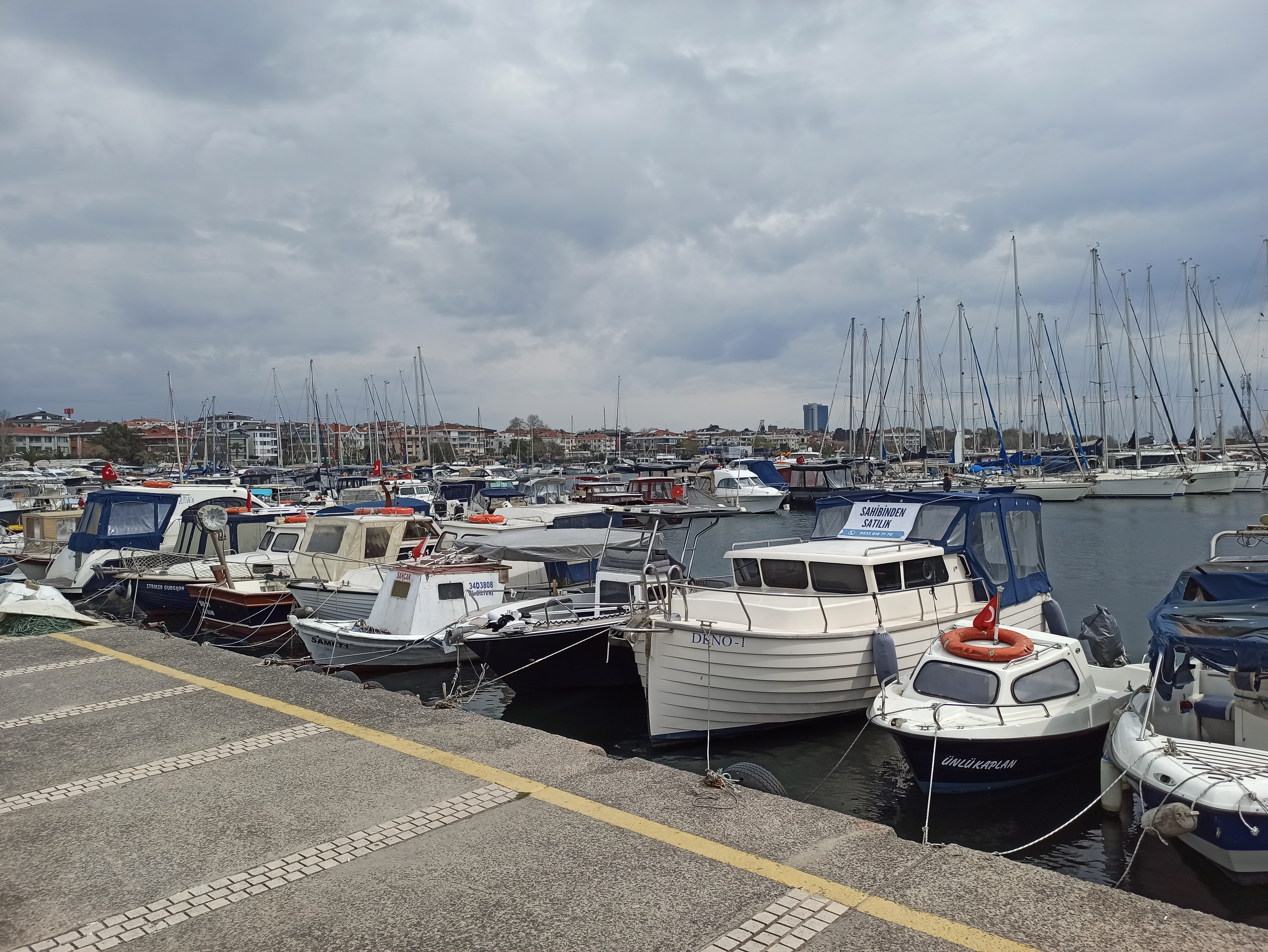
La Marina di Yeşilköy

Il quartiere si trova lungo il Mar di Marmara circa 11 chilometri a ovest del centro storico di Istanbul. Esso confina con i quartieri di Yeşilyurt a est, Ataköy a nordest, Florya a ovest, e col distretto di Küçükçekmece a nord. La parte occidentale del quartiere è denominata Çiroz.

## Origini del nome
Il suo nome originale (in greco Άγιος Στέφανος?, Aghios Stephanos, in Italiano Santo Stefano) deriva da una leggenda: in epoca bizantina, la nave che trasportava le ossa del santo da Costantinopoli a Roma fu costretta a fermarsi qui a causa di una tempesta. Le ossa furono conservate in una chiesa fino a quando il mare si calmò, e questo dette il nome alla chiesa e al luogo.
Il paese deve il suo nome attuale (Yeşilköy: "Villaggio verde" in turco) alla legislazione che nel 1926 impose di dare un nome turco a ciascuna comunità. Il nome venne dato dallo scrittore Halid Ziya Uşaklıgil, che trascorse qui gli ultimi anni della sua vita.

## Storia

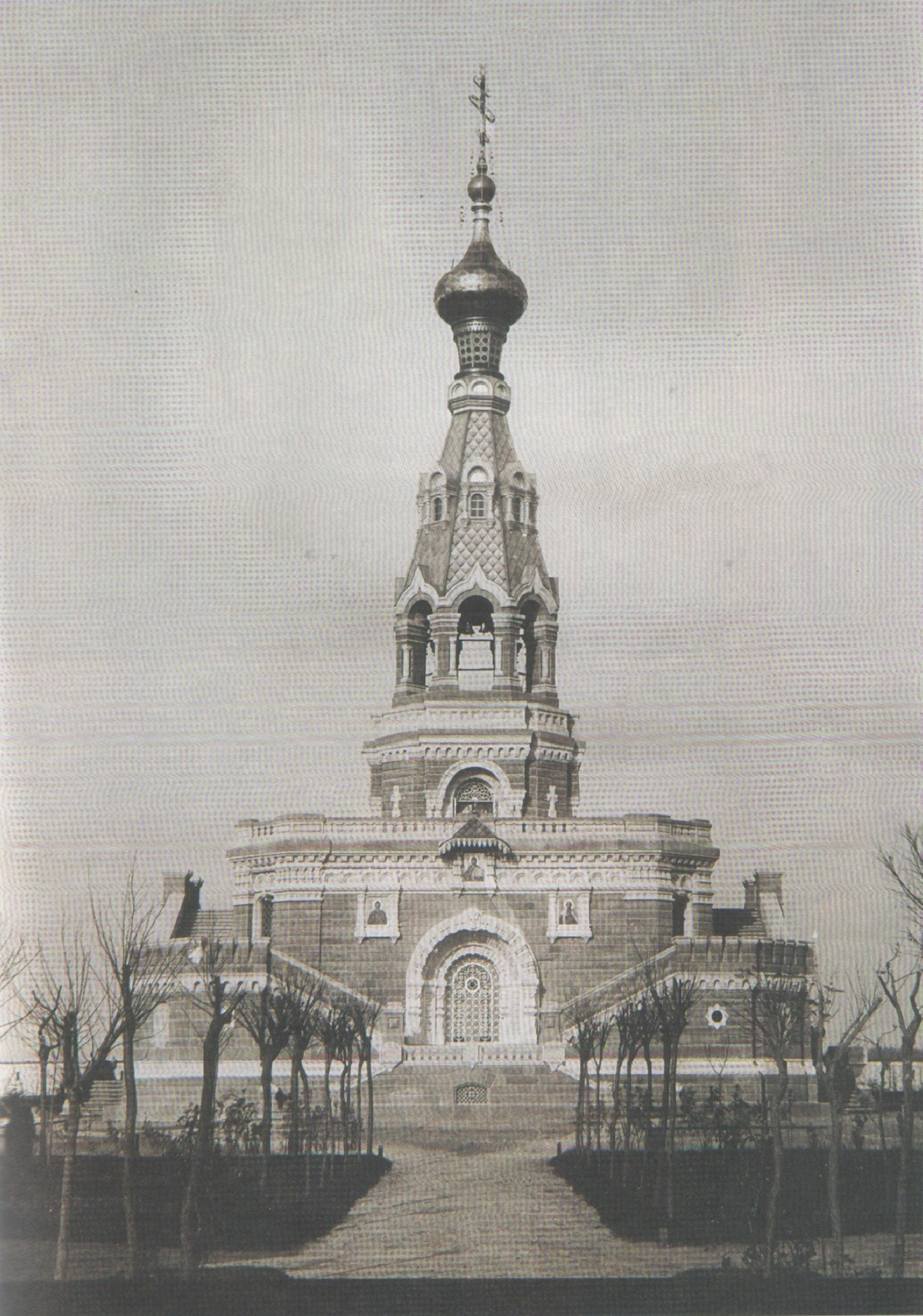
Monumento russo eretto a Yeşilköy per celebrare la firma del trattato di Santo Stefano, fatto esplodere dal governo ottomano nel 1914

Nel 1203, la spiaggia di Agios Stefanos fu il luogo di sbarco dell'esercito latino della quarta crociata, che avrebbe conquistato Costantinopoli l'anno successivo.
Nel XIX secolo l'intero villaggio era di proprietà della potente famiglia armena Dadyan, che lo ottenne in dono dal sultano Mahmud II dopo aver rifiutato di emigrare all'estero.
Durante la guerra di Crimea vi erano stanziate forze francesi; nel territorio del villaggio (ma oggi appartenente alla mahalle di Yeşilyurt) venne costruito uno dei tre fari storici di Istanbul ancora in uso. Yeşilköy è anche il luogo dove le forze russe si fermarono alla fine della guerra del 1877-1878 e fu il luogo in cui fu firmato il trattato di Santo Stefano tra Impero russo e Impero ottomano. Nel 1909 la decisione di inviare il sultano Abdul Hamid II in esilio a Salonicco fu presa dai membri del Comitato dell'Unione e Progresso riuniti presso lo Yacht club di Yeşilköy.
Il 10 luglio 1894 Istanbul fu colpita da un forte terremoto, le cui scosse di assestamento durarono tre giorni. Il sisma colpì anche Yeşilköy. Il mare si ritirò di 100 metri dalla battigia, e lo tsunami susseguente creò marosi giganti i quali devastarono la costa. La rimessa per le barche, le opere del porticciolo e grandi strutture in legno furono danneggiate, molte case furono distrutte o danneggiate e persino i binari della ferrovia furono divelti.
La prima base dell'aviazione militare ottomana fu fondata a Yeşilköy (ora Yeşilyurt) nel 1909-1911.
Nel 1912, durante le guerre balcaniche, migliaia di soldati ammalati a causa del colera furono portati qui, e circa 3000 di loro morirono e furono sepolti vicino alla stazione ferroviaria.
Nei secoli XIX e all'inizio del ventesimo secolo, Yeşilköy era una località costiera e il luogo di caccia preferito dalla classe superiore di Istanbul, e aveva una popolazione mista, fatta di turchi, greci, (oggi quasi completamente emigrati), armeni (che vivono ancora lì numerosi) e levantini (italiani e francesi di Istanbul - ormai quasi completamente emigrati). A queste minoranze storiche si sono aggiunti nel quartiere, a causa degli eventi della primavera araba e della guerra civile in Siria, diverse migliaia di fedeli della chiesa ortodossa siriaca, arrivati negli anni dieci del XXI secolo. Come eredità del carattere cosmopolita del quartiere esistono ancora - oltre a diverse moschee - la missione e chiesa cattolica italiana, il cimitero levantino (parzialmente smantellato nel 2019 per far posto ad una Chiesa assiro-caldea) e diverse chiese armene e greche.

## Monumenti e luoghi d'interesse

### Architetture civili

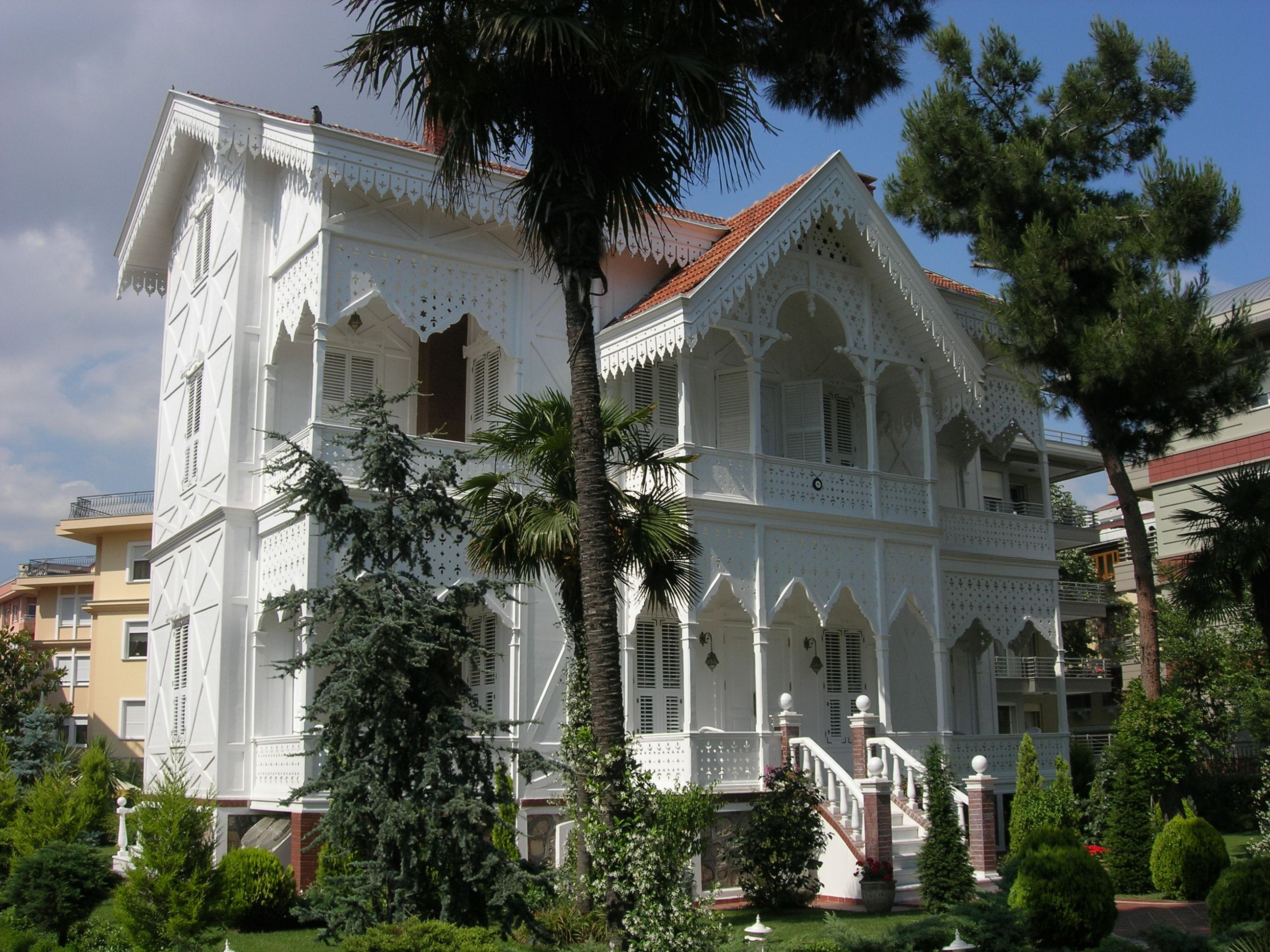
Il Trattato di Santo Stefano fu firmato in questa casa della famiglia Simeonoglou su Istanbul Caddesi

Yeşilköy conserva alcuni notevoli esempi di case di legno in stile Art Nouveau, costruite tra la fine del diciannovesimo secolo e l'inizio del Novecento. Fra queste particolarmente notevoli sono:

#### Casa Crespin
La casa, che è una delle più antiche residenze di Yeşilköy, è oggi un boutique hotel che serve soprattutto turisti stranieri. Il padre di Edouard Crespin, una delle personalità più note di Yeşilköy, venne a Bursa come Console in rappresentanza del re di Francia durante il regno di Mahmud II. Quando si ritirò, rimase a Bursa e iniziò il commercio della seta. Suo figlio Edouard Crespin si stabilì a Yeşilköy e costruì la casa, situata in Istanbul Caddesi 29. Gli oggetti che decorano la sala di ricevimento non provengono dai Crespin, ma dalla collezione degli attuali proprietari.

#### Case Semprini

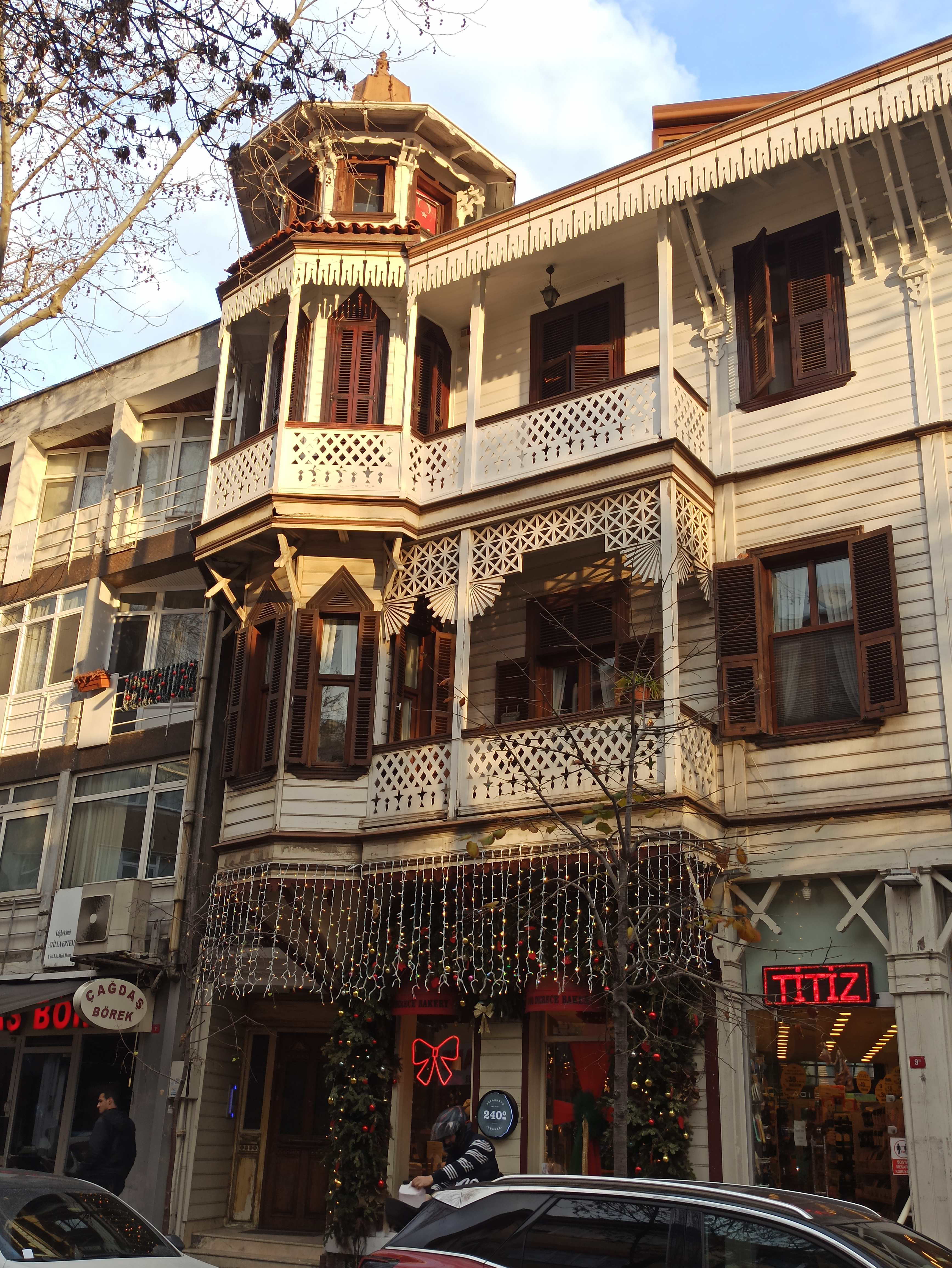
Particolare delle Case Semprini su Istasyon Caddesi

Tra gli edifici storici di Yeşilköy ci sono tre case a schiera costruite nel 1900 su Istasyon Caddesi da Guglielmo Semprini, architetto levantino di origine italiana, che progettò molte opere a Istanbul, ed è noto soprattutto per il Grand Hotel de Londres a Tepebasi, Taksim.

#### Fontana di Abdülmecid I

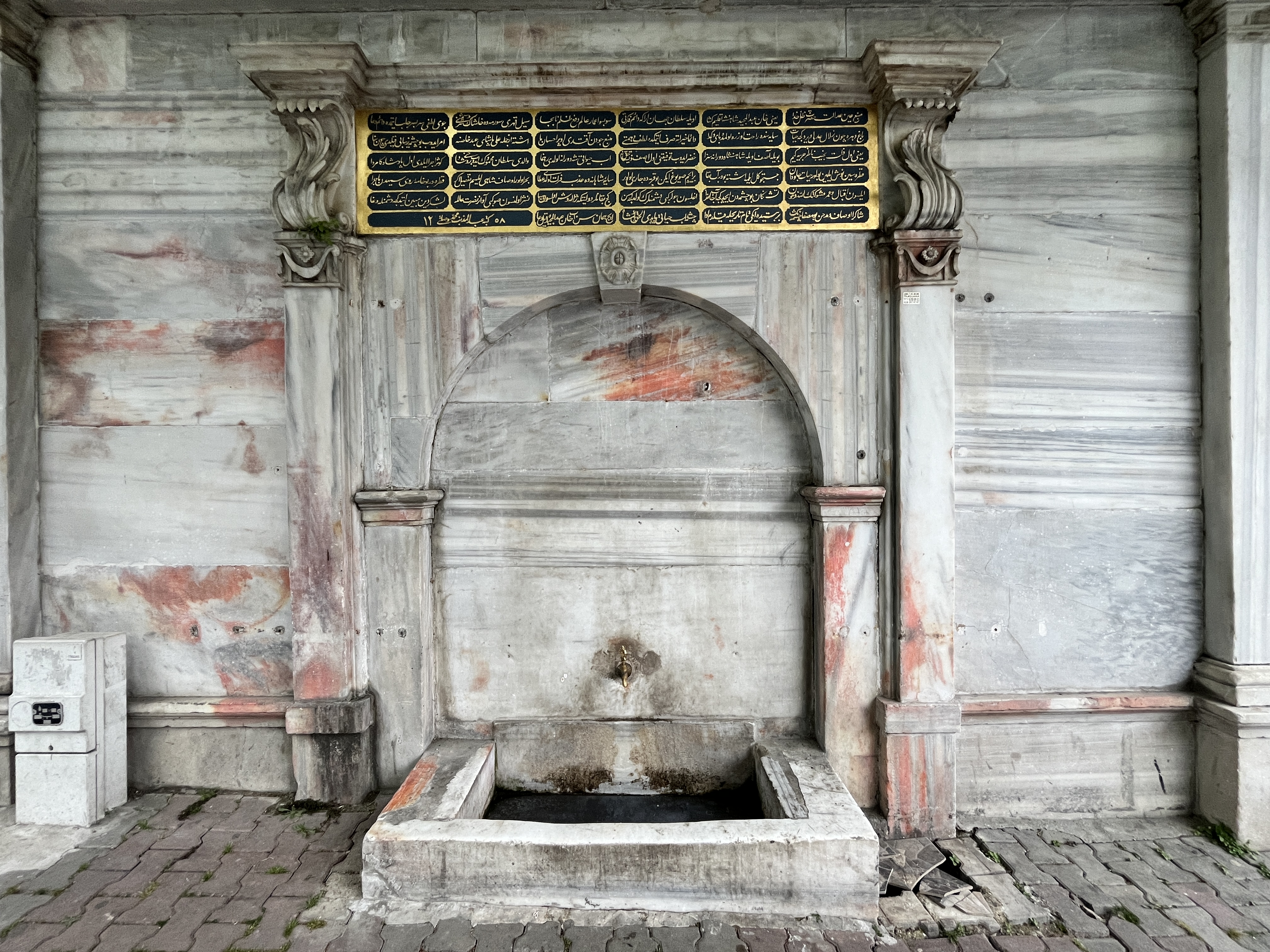
La fontana di Abdülmecid I

Adiacente alla moschea di Bezmi Alem si trova una fontana di Han (in turco Han Çesmesi) monumentale, costruita dal sultano Abdülmecid I nel 1842. La fontana, situata in un'area dove sostavano le carovane che transitavano da e per Istanbul, aveva il triplice scopo di fornire acqua potabile, di distribuire l'acqua per le abluzioni e di far abbeverare gli animali.

### Architetture religiose
Nel quartiere sono presenti una moschea e quattro chiese notevoli (greco-ortodossa, cattolica, armena e siriaca). Le prime tre chiese sono dedicate a Santo Stefano, l'ultima a Sant'Efrem.

#### Moschea diMecidiye
La moschea, la prima in ordine di tempo delle due presenti nella località, è la Mecidiye camisi (cosi' chiamata in onore dell'ordine ottomano di Mecidiye). Essa venne costruita su progetto dell'architetto ottomano Kemaleddin Bey negli anni fra la fine del regno di Mehmet V e l'inizio della Repubblica.

#### Chiesa greco-ortodossa di Agios Stephanos
La chiesa, che si ritiene sia stata costruita sul luogo di sepoltura di personalità importanti nella storia del villaggio, si trova in Mirasyedi Sokak. L'attuale struttura, che reca sulla facciata frammenti della prima chiesa costruita nel periodo bizantino, è stata costruita nel 1845. Le sue dimensioni esterne sono 22,31 x 13,75 metri, mentre l'altezza è di circa 10,5 metri. La chiesa ha pianta basilicale a tre navate. Il campanile è stato costruito successivamente. Le piccole icone nella parte superiore dell'iconostasi contengono episodi della vita di Gesù Cristo, mentre quelle più grandi nella parte inferiore contengono, da sinistra a destra, le raffigurazioni di Santo Stefano, Maria e Gesù Bambino, Gesù Cristo e Giovanni Battista.

#### Chiesa Armena di Surp Stepanos
La chiesa, situata su Inci Ciceǧi Sokak, fu costruita nel 1844 sotto la guida di Bogos Bey, un membro della potente famiglia armena dei Dadyan, e ancora oggi serve la numerosa comunità armena di Yeşilköy. Artisticamente rilevante è fra l'altro la porta del complesso, che è separato dalla strada da un alto muro. Negli anni settanta del XIX secolo, accanto alla chiesa fu costruita una scuola, il cui edificio continua a fornire istruzione anche oggi.

#### Chiesa Cattolica Romana di Santo Stefano
La chiesa, la cui costruzione venne iniziata nel 1865 su progetto dell'architetto Pietro Vitalis, e terminata nel 1886, è situata su Cumbuṣ Sokak. Il primo edificio crollò nel terremoto del 1894, e venne sostituito da un nuovo tempio. Il soffitto in legno venne realizzato con artigiani e materiali austriaci. Sulla facciata sono esposte tre statue degne di nota provenienti dalla Francia. Da vedere anche il dipinto sull'altare, raffigurante la morte per lapidazione di Santo Stefano. Durante il terremoto di Marmara del 1894, gli alloggi in fondo alla chiesa furono danneggiati e ricostruiti. Il piano inferiore dell'edificio in cui si trova il ristorante, proprio di fronte alla chiesa, venne utilizzato dall'ufficio affari finanziari dell'esercito russo durante la guerra del 1877-78.

#### Chiesa ortodossa siriaca di Mor Ephrem
A Yeşilköy il 3 agosto 2019, alla presenza del patriarca della chiesa ortodossa siriaca, del patriarca Bartolomeo e del sindaco di Istanbul Ekrem İmamoğlu, il presidente Erdoğan ha posto la prima pietra della prima chiesa siriaca eretta in Turchia dalla fondazione della repubblica. L'area scelta per la costruzione è una parte del terreno dell'antico cimitero levantino. Il tempio è stato completato nel 2023.

#### Aghiasmadi Agia Fotini
Nelle vicinanze della chiesa greca c'è un'aghiasma (in turco Ayazma), cioè una fonte sacra greco-ortodossa, risalente al periodo bizantino e dedicata ad Agia Fotini. Essa è situata nel sotterraneo di un'abitazione ed è liberamente accessibile dalla strada, chiamata ufficialmente Camözü Sokak ed informalmente Ayazma Sokağı. Questa è un percorso pedonale coperto ospitante diversi ristoranti. L'Ayazma di Agia Fotini è l'unica superstite delle quattro fonti sacre del periodo bizantino un tempo presenti a Yeşilköy, e come spesso accade a Istanbul per luoghi del genere, è un esempio di sincretismo religioso, essendo visitata da persone di tutte le religioni, che vi si recano per pregare e chiedere grazie.

#### Galleria d'immagini di edifici religiosi a Yeşilköy

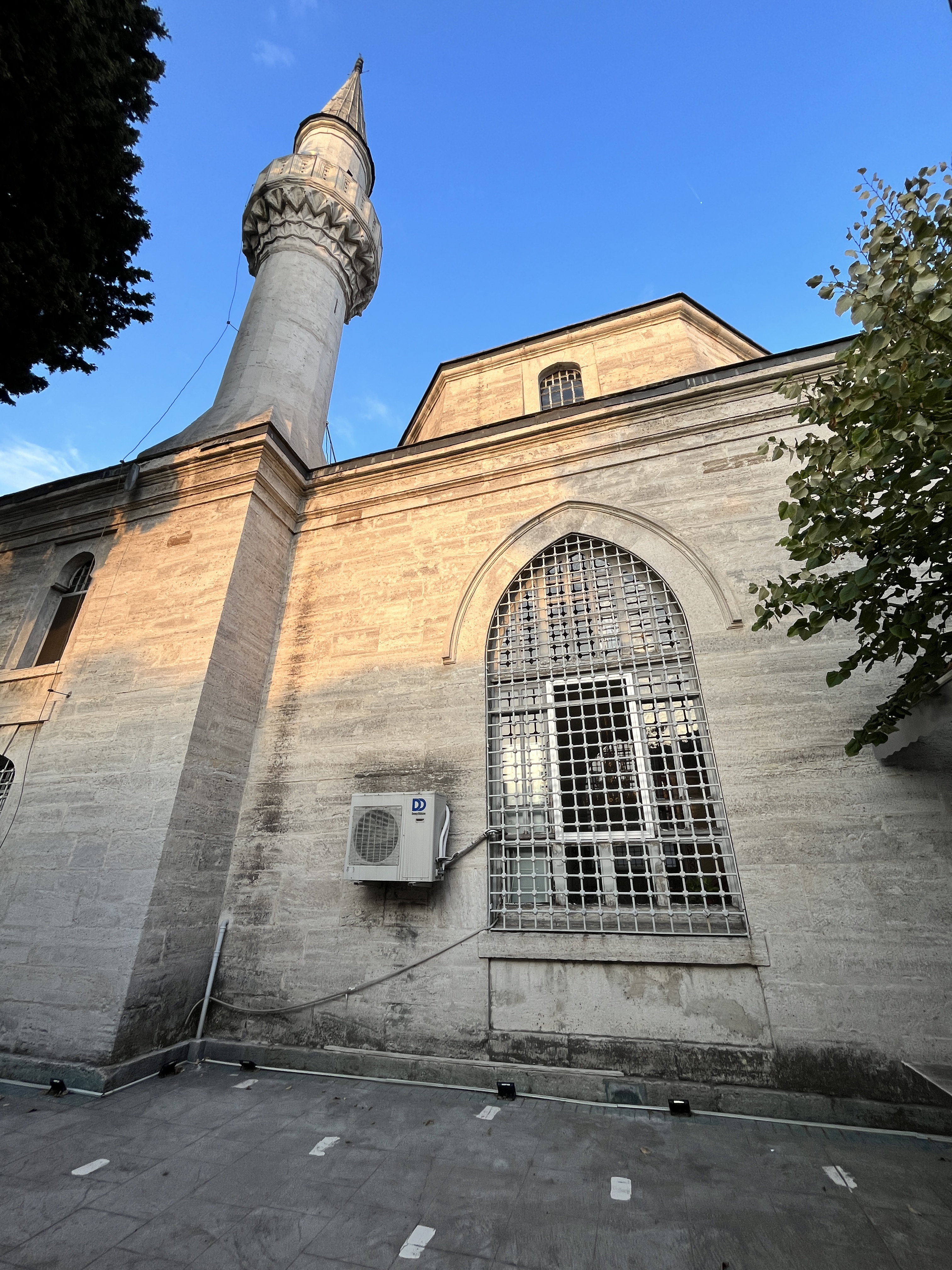
La moschea di Mecidiye
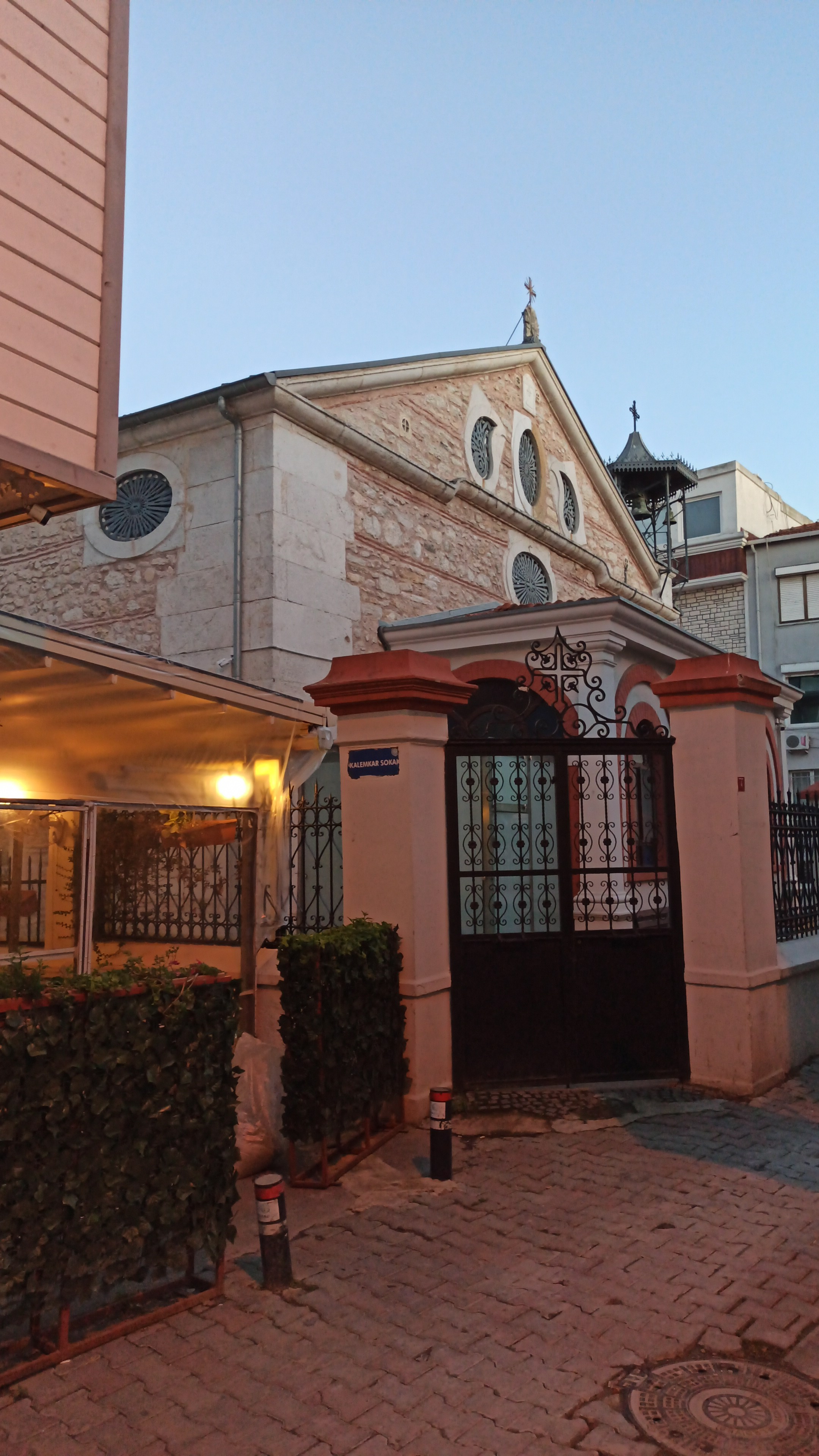
La chiesa greca di Agios Stephanos
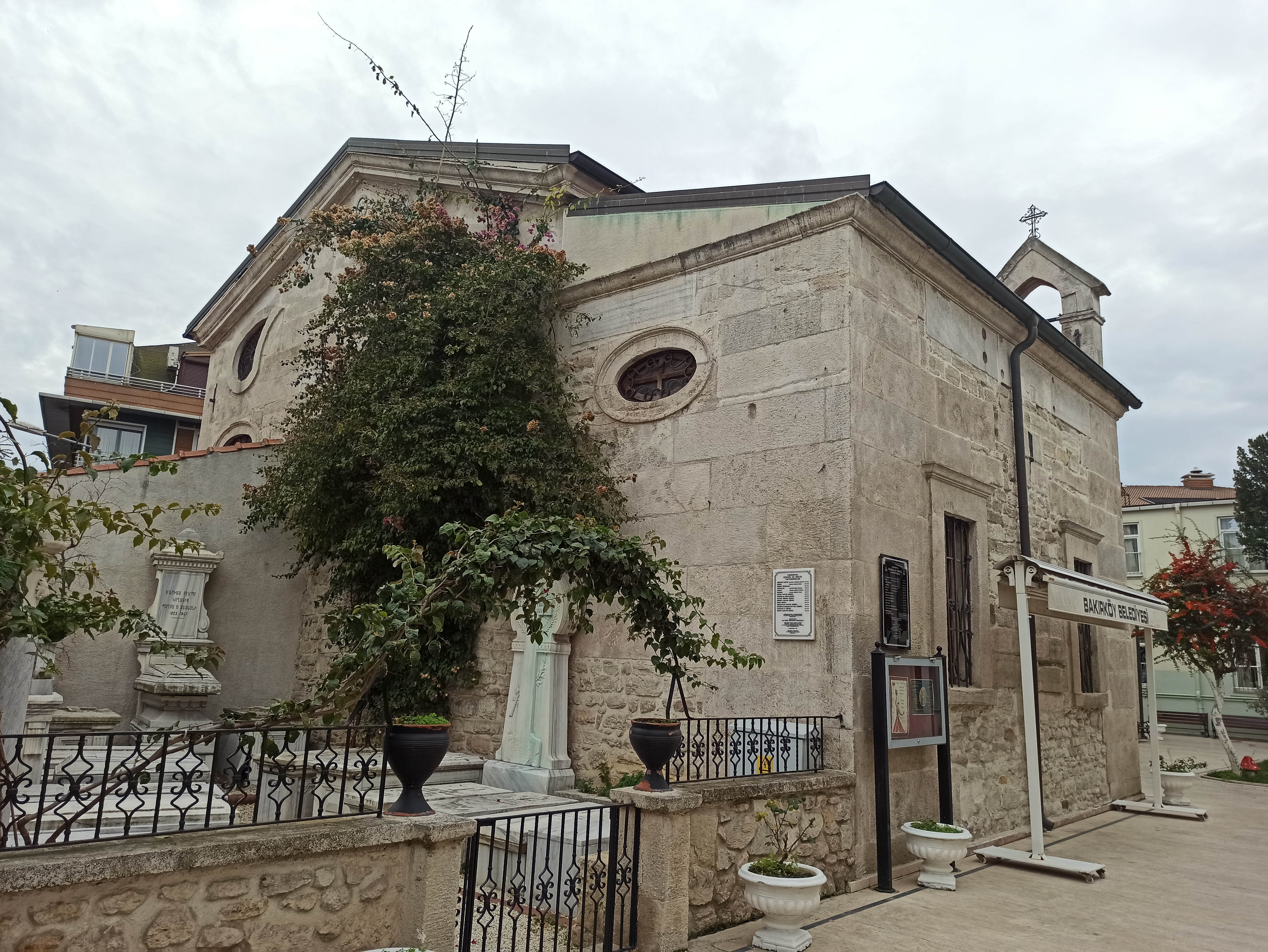
La chiesa armena di Surp Stepanos
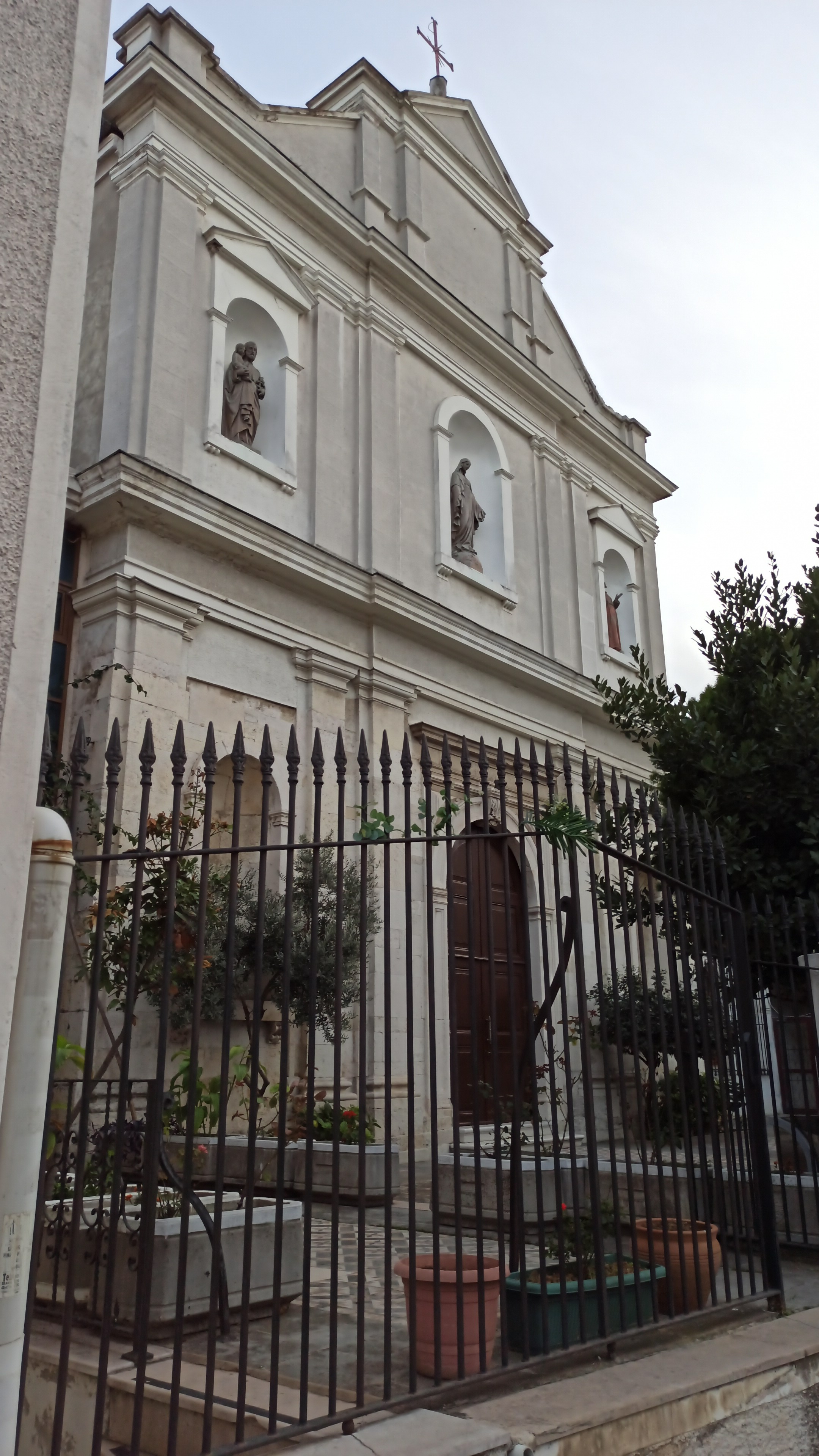
La chiesa cattolica romana di Santo Stefano
La chiesa siro-ortodossa di Mor Ephrem
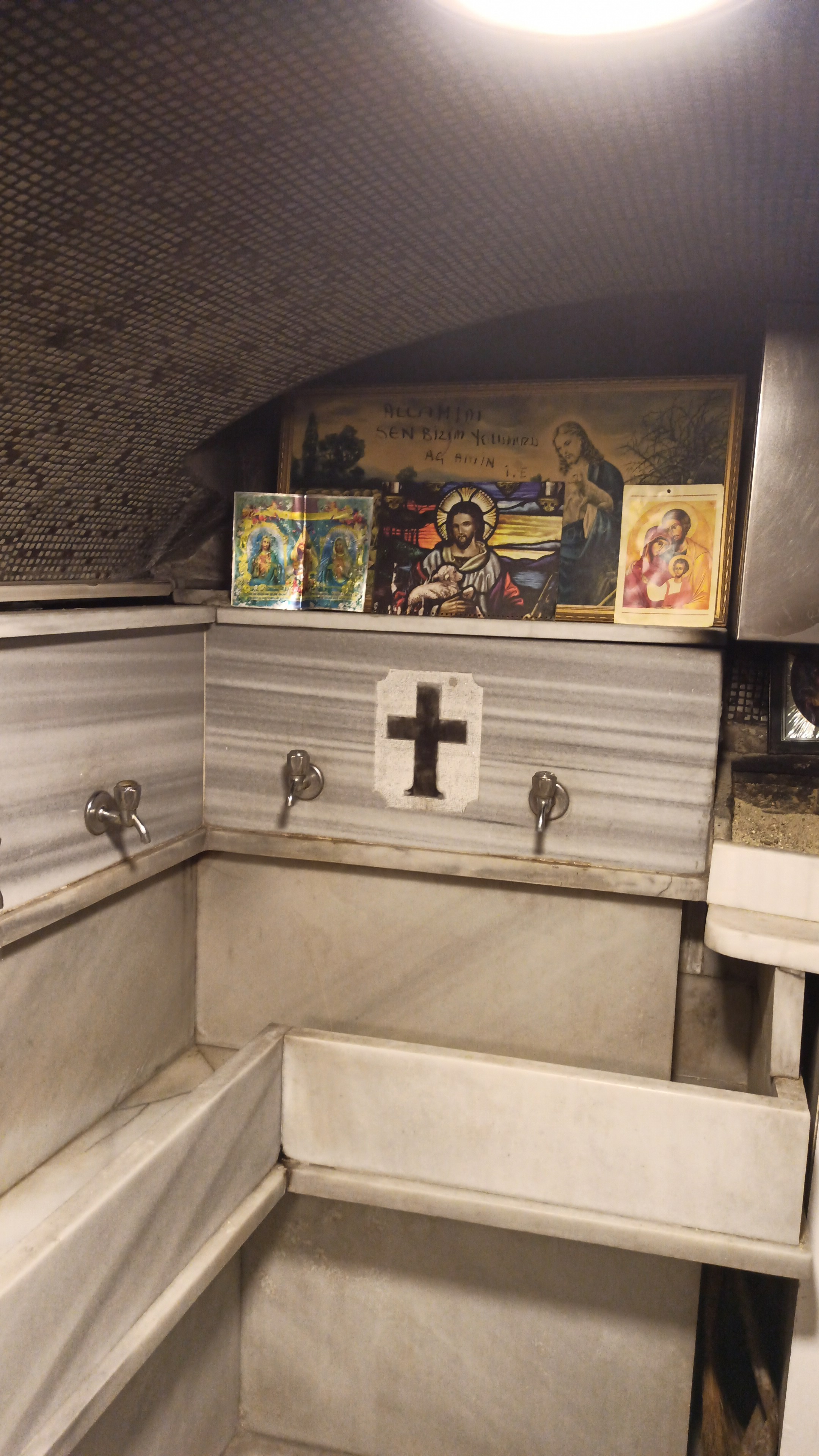
L'Aghiasma di Agia Photini

## Società

### Tradizioni e folclore

#### Tradizioni religiose
Nella chiesa greco-ortodossa di Agios Stephanos il 27 dicembre di ogni anno (giorno del Santo nella chiesa ortodossa) si celebra la tradizione della Thysias (in greco Θυσίας?). Diverse pecore comprate in precedenza vengono sacrificate nel giardino della chiesa e la carne viene distribuita ai poveri e ai bisognosi. Alla cerimonia partecipano i Rūm di Yeşilköy (compresi parecchi emigrati) e degli altri quartieri di Istanbul. La cerimonia ricorda l'approdo forzato a Santo Stefano della nave recanti le ossa del Santo. L'equipaggio, diretto a Roma e costretto ad approdare per una tempesta, custodì le reliquie per 10-12 giorni sotto una tenda eretta in corrispondenza della futura chiesa, e durante questo periodo la popolazione del villaggio sfamò i marinai macellando le pecore delle loro greggi.

## Trasporti

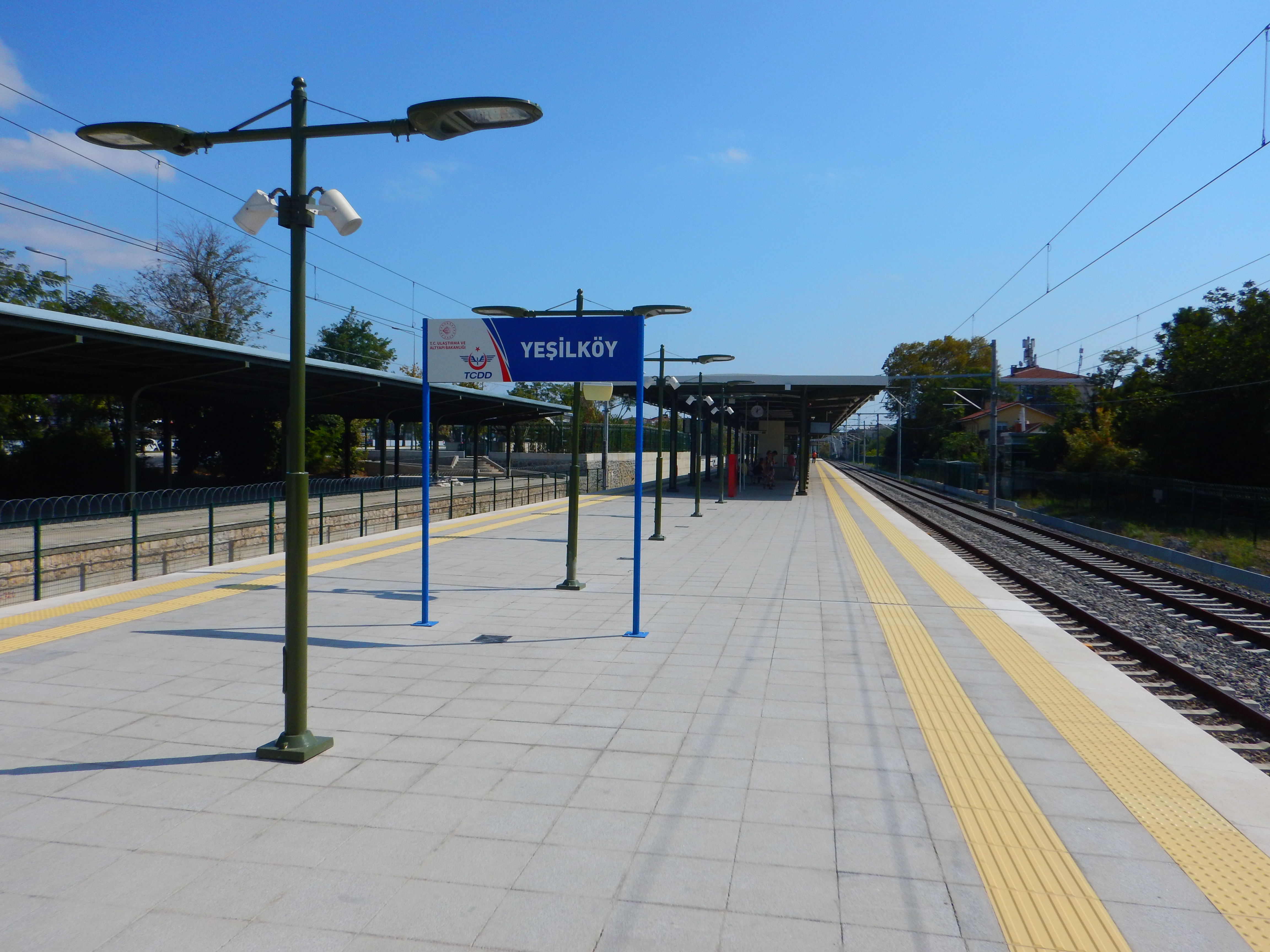
La stazione del Marmaray a Yeşilköy

Yeşilköy ha una stazione sulla ferrovia suburbana Marmaray (B1) che corre tra Gebze e Halkalı. La prima stazione, che serviva la linea ferroviaria suburbana (Banliyö Treni) europea per Sirkeci, fu costruita nel 1871, e ha contribuito allo sviluppo del quartiere come popolare località turistica. Il quartiere è inoltre servito da linee di autobus per il centro, mentre a causa dell'entrata in servizio di Marmaray le linee di Dolmuş per il centro e per Bakirköy sono state soppresse. L'Aeroporto internazionale di Istanbul-Atatürk, in precedenza noto come Aeroporto di Yeşilköy e sino alla costruzione del nuovo Aeroporto di Istanbul principale aeroporto del paese, mentre oggi è aperto solo per aviazione generale, tecnica e voli di stato, si trova in questo quartiere. Il quartiere possiede inoltre un porticciolo turistico e per la pesca professionale.

## Economia

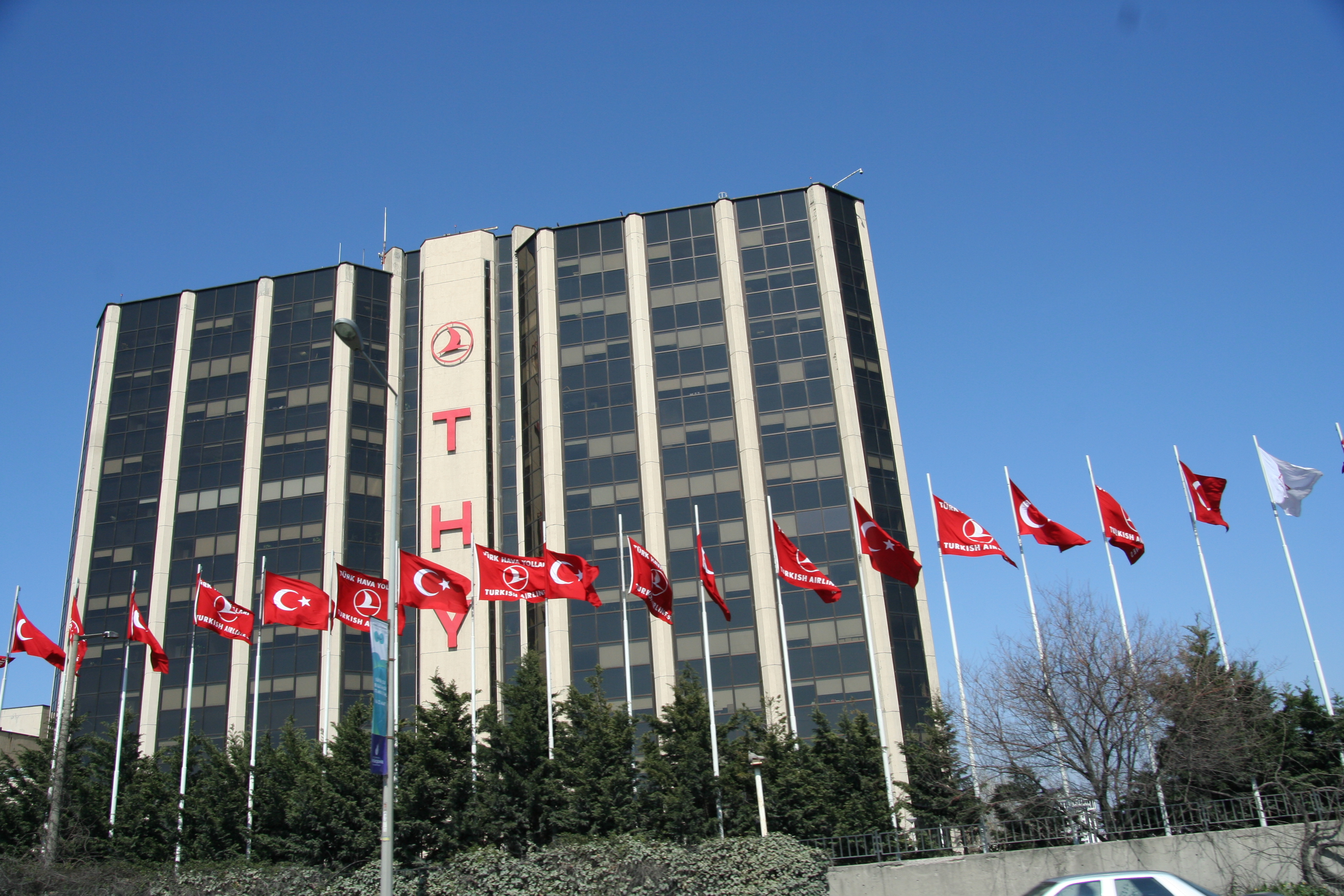
Sede centrale della Turkish Airlines

La sede della Turkish Airlines è sul terreno dell'aeroporto. Anche la defunta compagnia aerea Borajet aveva la sua sede a Yeşilköy.

### Commercio
Il quartiere ospita un grande mercato settimanale coperto, che si tiene ogni mercoledí, lo Yeşilköy Çarşamba Pazarı, dove su centinaia di banchi sono in vendita generi alimentari e merci di ogni tipo.

### Turismo
Yeşilköy ha un porticciolo turistico - la Marina di Yeşilköy Burnu - e un litorale con spiagge sabbiose.

## Varie
Il Picco San Stefano sull'isola Rugged nelle Isole Shetland Meridionali in Antartide è così chiamato dall'insediamento, in relazione al trattato di Santo Stefano.